# Niskoslampi
Niskoslampi är en sjö i kommunen Kihniö i landskapet Birkaland i Finland. Arean är 36 hektar och strandlinjen är 4,27 kilometer lång. Sjön  ingår i Kumo älvs huvudavrinningsområde.   Den ligger omkring 78 kilometer norr om Tammerfors och omkring 240 kilometer norr om Helsingfors. 
I sjön finns ön Sikkasaari. 